# Netzrückwirkung
Von Netzrückwirkung spricht man, wenn eine an einem Stromnetz betriebene Einrichtung Einfluss auf dessen Stabilität nimmt. Bei Einrichtungen mit geringen Rückwirkungen spricht man von Netzverträglichkeit. Dabei kann es sich sowohl um Verbraucher als auch um Erzeuger handeln.
Die einfachste Form der Rückwirkung sind Schwankungen in der Belastung oder Einspeisung, die zu schwankenden Stromstärken im Netz führen. Diese verursachen abhängig von der Netzimpedanz einen schwankenden Spannungsabfall in den Leitungen. Beeinflussen solche Schwankungen der Spannung elektrische Leuchtmittel, so spricht man von Flicker.
Neben Lastwechseln gibt es weitere Rückwirkungen auf das Netz. So können Intermodulationen im Bereich der Oberwellen der Netzfrequenz, welche durch die Verzerrungsblindleistung von nichtlinearen Verbrauchern verursacht werden, zu Störungen führen.
Auch transiente Vorgänge können zu Störungen führen. Vor allem die zunehmende Verwendung von Bauteilen der Leistungselektronik wie IGBTs, Thyristoren und Triacs verursacht durch Schaltvorgänge an elektrischen Lasten kurzfristige Spannungseinbrüche mit Einschwingvorgängen und Oberwellen, die sich als leitungsgebundenes Störsignal im Stromnetz ausbreiten.

## Vermeidung
Um einen weitgehend störungsfreien Betrieb der Stromnetze zu gewährleisten, wurden Methoden entwickelt, um Rückwirkungen zu vermeiden. In Normen werden Messverfahren und Grenzwerte festgelegt, die den Betrieb vieler elektrischer Einrichtungen an einem großen gemeinsamen Stromnetz in der Art ermöglichen sollen, dass kein Gerät ein anderes in einer unerwünschten Weise beeinflusst. Dazu wird jedes Gerät sowohl auf seine Eigenschaft als Erzeuger einer Störung als auch auf seine Eigenschaft als Empfänger einer Störung geprüft. Die Untersuchung der elektromagnetischen Verträglichkeit befasst sich dazu sowohl mit leitungsgebundenen Störungen als Netzrückwirkung als auch mit feldgebundenen Störungen, die sich unabhängig vom Stromnetz als elektromagnetische Felder ausbreiten.
Ein Beispiel für die Vermeidung einer Netzrückwirkung ist ein in IGBT-Bauweise ausgeführter Vierquadrantensteller, der dem Netz nahezu sinusförmigen Strom entnimmt und wesentlich weniger Einfluss auf das Oberschwingungsspektrum in einem Stromnetz nimmt als ein gewöhnlicher Thyristorsteller mit Phasenanschnittsteuerung.
Spannungseinbrüchen durch den hohen Anlaufstrom von elektromotorischen Verbrauchern kann man mit Sanftanlaufgeräten, zeitversetzter Zuschaltung oder anderen Maßnahmen begegnen.

## Verringerung
Neben der Vermeidung einer Störung am Ort der Entstehung können Netzrückwirkungen auch reduziert werden, indem existierende Störungen auf dem Übertragungsweg verringert werden. Dazu können verschiedene Filterarten wie etwa Saugkreis oder Tiefpassfilter als Netzfilter in die Versorgungsleitung geschaltet werden.
Der Vorteil eines Netzfilters besteht darin, dass es für einen Netzteilnehmer folgendes verringert:
- die Aussendung eigener Störungen (bessere Netzverträglichkeit) und
- den Empfang fremder Störungen (bessere Störfestigkeit / höhere Robustheit gegen Netzrückwirkungen anderer Teilnehmer).

## Messung
Um Netzrückwirkungen in Form von leitungsgebundenen Störaussendungen messtechnisch erfassen zu können, werden Netznachbildungen eingesetzt.
Für die als Flicker bezeichnete Netzrückwirkung in Form von Schwankungen der Netzspannung definiert die DIN EN 61000-4-15 ein Modell aus einer Glühlampe, dem Auge und dem menschlichen Gehirn anhand einer fünfstufigen Verarbeitungskette. Dabei wird die Netzrückwirkung gezielt in ihrer störenden Auswirkung auf die menschliche Empfindung quantitativ erfasst und durch Grenzwerte normativ reguliert.
Bei der Messung von Netzrückwirkungen ist immer zu beachten, dass es sich um eine Wechselwirkung zwischen dem Netzteilnehmer (Verbraucher, Erzeuger) und dem Netz als verteilende Struktur handelt. So werden die Auswirkungen einer Störquelle entscheidend von der Netzimpedanz beeinflusst. Bei Prüfungen zur Zulassung von Verbrauchern wird daher in manchen Fällen nicht die Intensität einer verursachten Störung angegeben, sondern die maximal zulässige Netzimpedanz bis zum Erreichen eines Grenzwerts.